# Goshen Township (Arkansas)
Goshen Township est l'un des trente-sept townships du comté de Washington, en Arkansas, aux États-Unis,. Il est fondé en 1878.

### Source de la traduction
- (en) Cet article est partiellement ou en totalité issu de l’article de Wikipédia en anglais intitulé « Goshen Township, Washington County, Arkansas » (voir la liste des auteurs).